# História demográfica dos povos indígenas das Américas

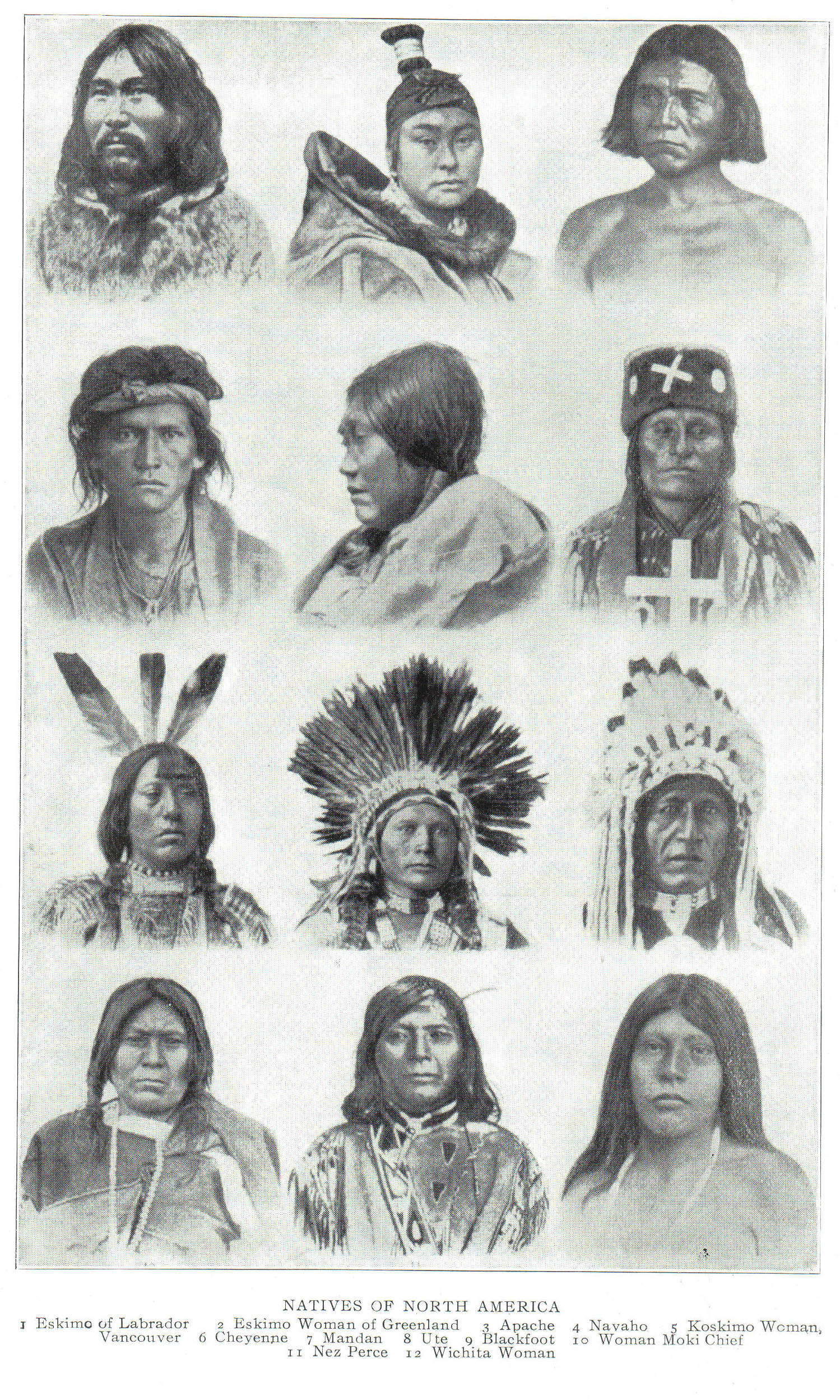
Nativos da América do Norte

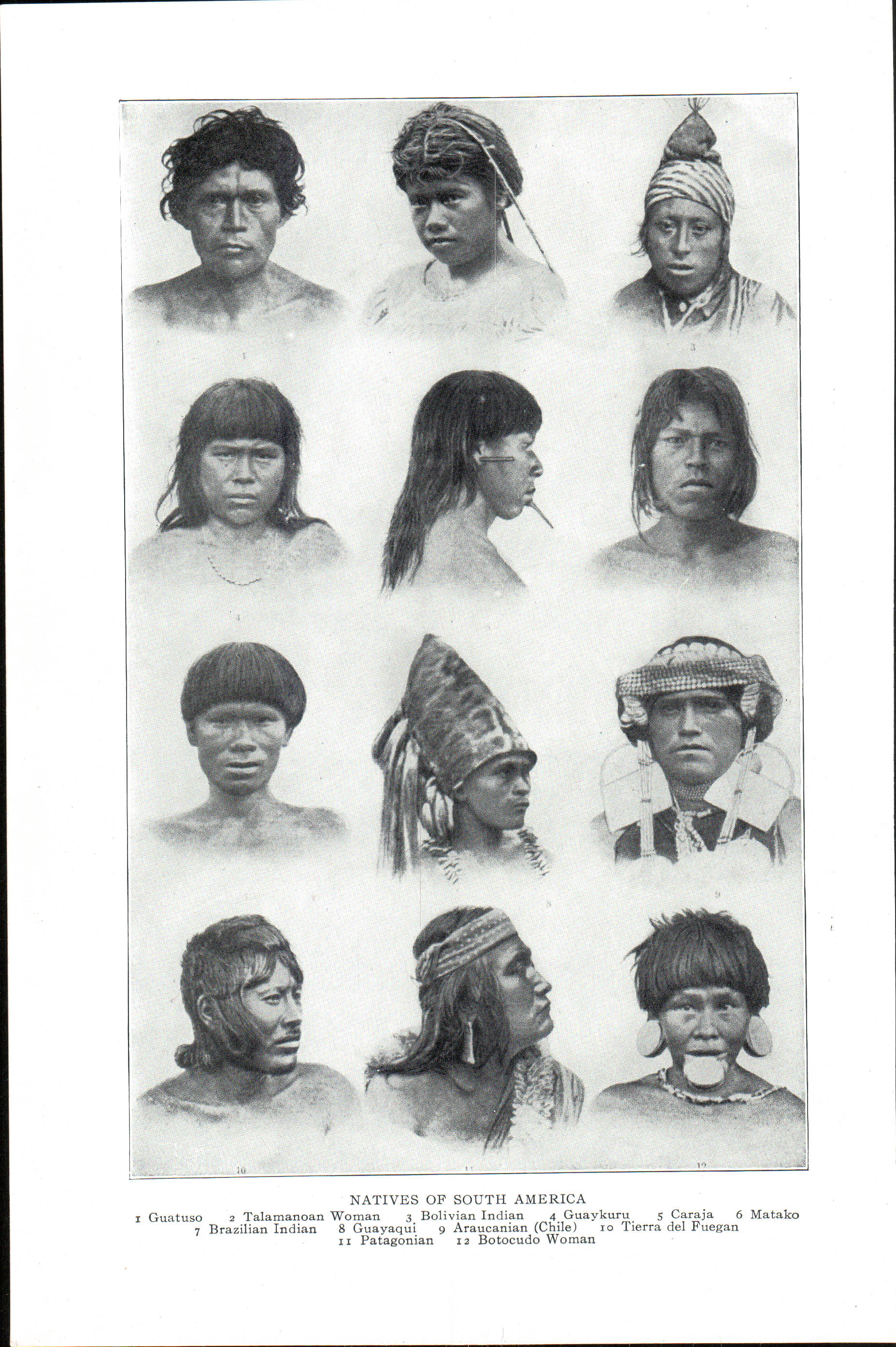
Nativos da América do Sul

Milhões de pessoas indígenas viviam na América quando a viagem de Cristóvão Colombo de 1492 iniciou o período histórico de contato europeu em larga escala com América. O contato dos europeus com o chamado "Novo Mundo" levou à colonização europeia da América com milhões de emigrantes (livres e forçados) do "Velho Mundo". Enquanto que a população com origem no velho mundo aumentou progressivamente na América após a viagem de Colombo, a população do povos indígenas teve um colapso. O grau e as causas deste declínio populacional são há muito tempo objeto de controvérsia e de debate. A passagem dos 500 anos da viagem de Colombo, em 1492, voltou a dar atenção aos clamores dos povos indígenas de que foram vítimas de etnocídio (i.e. destruição da sua cultura).
As estimativas de quantas pessoas viviam na América quando Colombo chegou variam muitíssimo; as estimativas de especialistas do século XV variam entre 10 milhões e 112,5 milhões de pessoas. Dada a natureza fragmentada dos dados, números precisos da população pré-colombiana são impossíveis de obter e as estimativas são muitas vezes produzidas por extrapolação de dados comparativamente pequenos. Em 1976, o geógrafo William Denevan usou essas variações de estimativas para chegar a uma "contagem consensual" de cerca de 54 milhões de pessoas, apesar de algumas estimativas recentes serem mais baixas que essa. Com base numa estimativa de aproximadamente 50 milhões de pessoas em 1492 (incluindo 25 milhões no Império Asteca e 12 milhões no Império Inca), as estimativas mais baixas dão um total de mortos de 80% até ao fim do século XVI (8 milhões de pessoas em 1650).
A América Latina só voltaria a atingir este nível na viragem do século XIX, com 17 milhões em 1800; 30 milhões em 1850; 61 milhões em 1900; 105 milhões em 1930; 218 milhões em 1960; 361 milhões em 1980 e 563 milhões em 2005. Nos últimos 30 anos do século XVI, a população mexicana decresceu fortemente até atingir o nível de 1 milhão em 1600. A população maia é hoje estimada em 6 milhões de pessoas, o que é o mesmo nível de no fim do século XV. É sabido que no Brasil atual a população indígena declinou de um máximo pré-colombiano estimado de 4 milhões para cerca de 300 000 (1997). O historiador David Henigue argumentou intensamente que muitas estimativas da população são o resultado da aplicação de fórmulas arbitrárias seletivamente aplicadas a números de fontes históricas não confiáveis, uma deficiência que ele vê como não reconhecida por vários contribuintes para este campo científico. Este acredita que não há provas sólidas suficientes para produzir números de população que tenham algum significado real, e caracteriza a tendência moderna de estimativas elevadas como "sobrenumeração pseudo-científica". Henigue não advoga uma estiamtiva populacional baixa; em vez disso argumenta que o fato da informação ser rara e não confiável faz com que as estimativas vastas sejam suspeitas e que "sobrecontadores" (como lhes chama) têm sido particularmente flagrantes no seu mau uso de fontes. Apesar de as críticas de Henigue serem dirigidas contra algumas instâncias específicas, outros estudos geralmente reconhecem as dificuldades inerentes a produzir estatísticas confiáveis dada a quase completa falta de quaisquer dados do período em questão.
O debate sobre a população tem muitas vezes bases ideológicas. As estimativas são muitas vezes o refelexo de noções europeias e da sua suposta superioridade cultural e racial, como o historiador Francis Jennings argumentou: "A sabedoria académica considerou durante muito tempo que os índios eram tão inferiores em obras e capacidade mental que não poderiam ter criado e mantido grandes populações". No outro extremo do especto alguns argumentaram que as estimativas contemporâneas da população indígena pré-colombiana estão baseadas em preconceitos contra aspectos da civilização ocidental e/ou do cristianismo: Robert Royal escreve que "as estimativas de população pré-colombiana se tornaram altamente politizadas e que académicos que são particularmente críticos da Europa muitas vezes favorecem dados muito mais altos".."
Uma vez que surgiram e caíram civilizações na América antes de Colombo chegar, a população indígena em 1492 não estava necessáriamente a um nível elevado, e podia já estar em declínio. As populações indígenas da América na maioria das áreas alcançaram o ponto mínimo no início do século XX e, num certo número de casos, voltaram a subir.
Antropólogos e geneticistas populacionais concordam que a grande maioria dos indígenas americanos tem origem a partir das migrações da última Era Glacial vindas da Ásia pela ponte terrestre de Bering, apesar de a possibilidade de migração em embarcações por rotas costeiras ou bancos de gelo ser vista cada vez mais como um complemento viável a este modelo.

## Perda populacional devido à doença

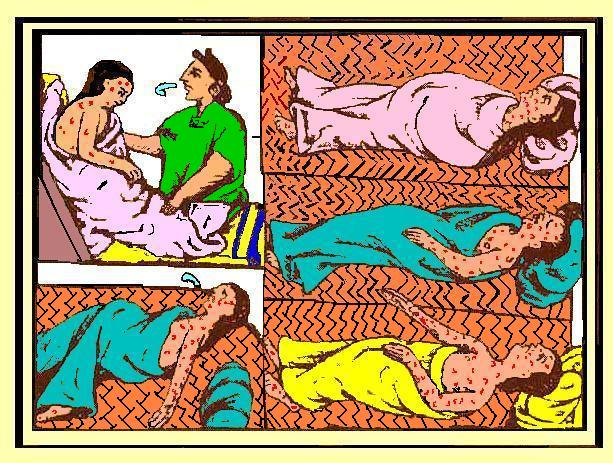
"Epidemia de varíola, Códice Florentino".

Os primeiros emigrantes europeus ofereciam duas explicações principais para o declínio populacional dos nativos americanos. A primeira foram as práticas brutais dos conquistadores espanhóis como foi registado pelos próprios espanhóis, notavelmente pelo frade dominicano Bartolomé de Las Casas, cujos escritos retratam vividamente as atrocidades cometidas para com os nativos (em particular os Tainos) pelos espanhóis. A segunda explicação era uma aparente aprovação divina, segundo a qual Deus tinha removido os nativos como parte do seu plano divino com o objectivo de dar espaço para uma nova civilização cristã. Muitos nativos americanos viam os seus problemas em termos de causas sobrenaturais ou religiosas. Os académicos acreditam agora que, entre vários factores, as doenças epidémicas foram de longe a maior causa do declínio populacional dos nativos americanos.
As doenças começaram a matar imensos números de americanos indígenas pouco depois de os europeus e africanos começarem a chegar ao novo mundo. Uma razão para o facto de o número de mortos ter sido subestimada é que, de acordo com a teoria geralmente aceite, as doenças chegaram antes da emigração europeia e mataram grande parte da população antes de observações europeias terem sido feitas. Muitos emigrantes europeus que chegaram após de as epidemias já terem morto números massivos de nativos assumiram que os nativos tinham sido sempre pequenos em número. A escala das epidemias ao longo dos anos foi enorme, matando milhões de pessoas-cerca de 90% da população nas áreas mais atingidas-e criando "a maior catástrofe humana da história, provavelmente excedendo mesmo o desastre da Peste Negra que matou um terço da população da Europa entre 1347 e 1351.
A doença mais devastadora foi a varíola, mas outras doenças mortais incluíram o tifo, o sarampo, a gripe, a peste bubónica, a papeira, a febre amarela e a tosse convulsa. América também tinham doenças endémicas, talvez incluindo um tipo de sífilis particularmente virulento, que cedo se tornou grave no Velho Mundo. (Esta transferência entre o Velho Mundo e o Novo Mundo foi parte de um fenómeno conhecido como "A Troca Colombiana" ou "A Grande Troca"). As doenças levadas para o novo mundo provaram ser excepcionalmente mortíferas.
As epidemias tiveram efeitos muito diferentes em diferentes partes da Américas. Os grupos mais vulneráveis foram aqueles que tinham populações relativamente mais baixas. Muitos grupos insulares foram totalmente aniquilados. Os caribes e os arawaks das caraíbas quase deixaram de existir, tal como os Beothuks da Terra Nova. Enquanto que as doenças se propagaram muito rapidamente nos impérios densamente povoados da América Central, as populações mais dispersas da América do Norte assistiram a um contágio mais lento.

### Por que as doenças foram tão mortíferas?
Uma doença viral ou bacteriana que mata as suas vítimas antes que estas possam passá-la a outros tende a entrar em erupção e depois morrer, como um fogo sem combustível. Uma doença mais mortífera estabeleceria um equilíbrio, vivendo as suas vítimas muito para lá da infecção para espalhar mais a doença. Esta função do processo evolucionário seleciona contra a rápida mortalidade, com as doenças mais rapidamente mortais sendo as de vida mais curta. Uma pressão evolucionária semelhante ocorre nas populações das vítimas, uma vez que as que não têm resistência genética a doenças comuns morrem sem descendentes, enquanto que aqueles que são resistentes procriam e passam os genes resistentes aos descendentes.